# Dryopteris deparioides
Dryopteris deparioides är en träjonväxtart. Dryopteris deparioides ingår i släktet Dryopteris och familjen Dryopteridaceae.

## Underarter
Arten delas in i följande underarter:
- D. d. ambigua
- D. d. deparioides
- D. d. concinna